# Кобзев, Виктор Анатольевич
Виктор Анатольевич Кобзев (род. 14 ноября 1949, Кропоткин, Краснодарский край) — советский и российский авиационный инженер, учёный, лауреат премии имени А. Н. Туполева.

## Биография
Родился 14 ноября 1949 года городе Кропоткине Краснодарского края.
После окончания школы в 1966 году переехал в Таганрог, начал работать на Таганрогском машиностроительном заводе учеником слесаря-сборщика летательных аппаратов.
С 1968 по 1970 годы — служба в Советской Армии в Закавказском военном округе, в 1970 году награждён медалью «В ознаменование 100-летия со дня рождения Владимира Ильича Ленина» («За воинскую доблесть»), по окончании службы вернулся на завод.
В 1978 году без отрыва от производства окончил Московский авиационный институт, специальность инженер-механик по самолётостроению.
С 1992 по 2002 годы — работа генеральным директором ЗАО «БЕТА-ИР», где занимался вопросами строительства и продвижения на мировой рынок самолёта-амфибии Бе-200.
В 2002 году — назначен первым заместителем генерального директора, а с октября 2003 года — генеральным директором ОАО «ТАНТК имени Г. М. Бериева».
С 1 ноября 2007 года по 2014 год — генеральный директор — генеральный конструктор ОАО «ТАНТК им. Г. М. Бериева», и с 24 ноября 2006 года — генеральный директор ОАО «Таганрогская авиация».
Принимал активное участие в создании авиационных комплексов Ту-142МР и А-50, самолетов-амфибий А-40, Бе-200. В 2006 году защитил кандидатскую диссертацию по специальности 05.13.01 «Системный анализ, управление и обработка информации».
В 2008 году был избран депутатом Законодательного собрания Ростовской области IV созыва.
В апреле 2019 года осуждён Таганрогским городским судом по статье 201 (часть 2 «Злоупотребление полномочиями с тяжкими последствиями») Уголовного кодекса Российской Федерации. Приговорён к трем годам лишения свободы с отсрочкой приговора на три года, и сразу же амнистирован.

## Награды
- Медаль «В ознаменование 100-летия со дня рождения Владимира Ильича Ленина» («За воинскую доблесть») (1970)
- Орден «Знак Почета» (1989)
- Премия имени А. Н. Туполева (2009, совместно с Г. С. Панатовым, В. П. Соколянским) — за работу по созданию многоцелевого самолёта-амфибии Бе-200